# Runde
Runde er en ø i øgruppen Sørøyane i Herøy kommune på Sunnmøre i Møre og Romsdal fylke i Norge. Runde er internationalt kendt for fuglefjeldet, men har også en del besøg fra skattejægere som ønsker at finde guld- og sølv-mønter efter «Akerendam»-forliset ved øen i 1700-tallet. I 2009 blev det internationale forsknings- og besøgscenter Runde Miljøsenter etableret på Runde. Ramsarområdet Runde blev etableret i 2013.

## Geografi
Runde har et areal på 6,2 km². Øen ligger mod nordvest i kommunen med bosætning i øst og nord. Gården Runde ligger på østsiden, mens Goksøyr ligger på nordsiden. På Kvalneset helt mod nordvest på øen, ligger Runde fyr, oprettet i 1767 som et af de første i Norge og sat i ubemandet drift i 2002. Det højeste punkt er Varden der med sine 332 meter over havet ligger sydøst på øen, men Rundabranden er lettere at se da fjeldet stiger 294 meter næsten ret op fra havet i vest. Vejen til Runde er kommet over Rundebroen fra Remøy siden 1982. Før den tid var sejlads den eneste måde at komme til Runde.
Runde havde 108 indbyggere per 1. januar 2018. Indbyggerne her står også bag indsamlingsprojektet Herøy Village. Erhvervslivet på Runde omfatter et gartneri, fiskeri, landbrug, campingturisme med tilknyttde servicevirksomheder, guidede ture både på havet og til lands samt en lejrskole. Christineborg er et lejrskoleanlæg byggeet i 1979.
I 1982 blev Rundebroen færdigbygget.

## Fuglelivet
Fuglefjeldet ligger på vestsiden af Rundefjellet og er hjem for omkring 500.000 fugle, blandt andet lunder, suler, rider, alk og lomvier. På nordsiden af øen findes en af verdens største kolonier a topskarv. I de bratte græsbakker på nord- og østsiden er der et stadig voksende antal mallemukker.
Der findes tre fuglefredningsområder på Runde, og ca. 100 km² af havområdet omkring, samt Grasøyane i øst er fredet. Der er observeret over 240 fuglearter på Runde.

## Historie
Runde har en lang historie med mange dramatiske hændelser knyttet til vejret. Flere forlis, nogle bare nævnt i sagn, andre med store skatte som er bjerget, førte til opførelsen af Runde fyr. Senere, i 1880, tog en dramatisk ulykke med mange øjenvidner livet af 8 personer hvor de fleste fra Runde.

### «Akerendam»
Det går sagn om at et skib i den spanske flåde, «Castillo Negro», forliste ved Runde i slutningen af 1500-tallet. Den nederlandske østindiafarer Akerendam gik under alle omstændigheder ned nord for øen lige ehter den blev bygget i 1725. Skibet skulle egentlig til Batavia (det nuværende Jakarta i Indonesien), men blev drevet ud af kurs af en storm i Nordsøen. Hele mandskabet på 200 døde, og en mængde guld- og sølvmønter forsvandt i havet. Vragrester og lig skyllede op på Runde. I sommeren 1725 hentede man en del af lasten, men arbejdet blev hurtigt opgivet. Nu og da fandt rundeboerne mønter fra vraget, og disse kan have givet anledning til sagnene om det forliste spanske armadaskib.
I 1972 fandt sportsdykkerne Bengt-Olof Gustafsson, Stefan Persson og Eystein Krohn-Dal vraget igen. Året efter blev stedet undersøgt af Bergen Sjøfartsmuseum. De fandt omkring 57.000 mønter, 6.600 af dem af guld. En del af disse blev taget med til søfartsmuseet, en anden til Myntkabinettet i Oslo, mens de tre dykkere fik to tredjedele af skatten. 7% af fundet gik til den nederlandske stat. Fundet fra Akerendam førte til en lovændring som gjorde alle vrag der er ældre end 100 år, automatisk er fredet. Fundet i 1972 er også omtalt som Rundeskatten.

### «Arisan»
I 1992 blev fuglebestanden truet da malmskibet MS «Arisan» lækkede flere ton med olie efter at være gået på grund på skæret Geitmaren.